# Bolero
Bolero — югославская (боснийская) рок-группа, основанная в 1982 году в Сараево. Название группы дано по одноимённому произведению Равеля.

## История
Группа возникла в 1982 году по инициативе уроженца г. Ливно Мирослава (Мишо) Братулицы. После трёхлетних репетиций в 1985 году начались публичные выступления, и после успеха был выпущен альбом «Na kraju slavlja», разошедшийся тиражом 150 000 копий и выдержавший два издания (апрель и май 1987 года).
На создание второго альбома, вышедшего в 1988 году, сильное влияние оказала поэзия Сергея Есенина, что нашло выражение в названии — «O Jesenjinu» — а также текстах песен и общем меланхолическом настрое. Альбом разошёлся тиражом 100 000 экземпляров. В его создании принял активное участие Раде Шербеджия. Презентация альбома состоялась в ходе большого концерта перед Сараевским кафедральным собором, песня «Jelena» стала хитом.
В 1989 году с началом Югославских войн и распадом страны группа была расформирована и участники разъехались по миру.

### Попытки воссоздания
После распада группы неоднократно предпринимались попытки воссоздания группы, инициатором которых был Бартулица, продолживший музыкальную деятельность в Ливно и выпустивший альбом «Ludnik». Так, в 2006 году в Сплите бывшие члены группы записали песню «Bosna u basni», а в 2010 было решено создать группу под названием «Grupa.Bolero-reunion». В 2011 вышел сингл «Dispertango». В 2013 году произошло возвращение на сцену в новом составе, за исключением вокалистов Мирослава Братулицы и Мустафы Чизмича.

## Состав

### Исходный
- Мирослав Бартулица — вокал, фронтмен
- Миле Анджелич — вокал
- Мустафа Чизмич — бас
- Зоран Грабовац — ударник
- Неджад Хаджич — клавишник

### Современный
- Мирослав Бартулица — вокал
- Мустафа Чизмич — вокал
- Ведран Калинич — бас
- Дамир Сисанович — ударник
- Дино Оловчич — клавишник

## Дискография
- 1986 — Na kraju slavlja
- 1988 — O Jesenjinu

### После распада группы
- 2005 — Ludnik
- 2006 — Bosna u basni
- 2011 — Dispertango